# Férfi röplabda-Európa-bajnokság
A férfi röplabda-Európa-bajnokság az Európai Röplabda-szövetség (Confédération Européenne de Volleyball) szervezésében, minden páros évben, kétévente megrendezésre kerülő nemzetközi férfi röplabdatorna. A férfi tornát 1948 óta rendezik, 1975 óta kétévente. A férfi és a női tornát is ugyanabban az évben tartják. A röplabda-világbajnokság lebonyolításának 2023-as átszervezését követően a korábban a páratlan években megrendezett Eb-t a páros években rendezik meg.
Az Eb-k történetében Oroszország – és annak jogelődje, a Szovjetunió – a legeredményesebb. Magyarország a férfi Eb-ken eddig 1 ezüstérmet és 1 bronzérmet nyert.

## Eredmények
Megjegyzés
- „Körmérkőzés” – a tornán a döntő körmérkőzéses rendszerből állt

### Eredmények
| Év   | Rendező                                              | Döntő           | Döntő       | Döntő           | Bronzmérkőzés           | Bronzmérkőzés | Bronzmérkőzés           |
| Év   | Rendező                                              | Aranyérmes      | Eredmény    | Ezüstérmes      | Bronzérmes              | Eredmény      | Negyedik helyezett      |
| ---- | ---------------------------------------------------- | --------------- | ----------- | --------------- | ----------------------- | ------------- | ----------------------- |
| 1948 | · Olaszország                                        | · Csehszlovákia | körmérkőzés | · Franciaország | · Olaszország           | körmérkőzés   | · Portugália            |
| 1950 | · Bulgária                                           | · Szovjetunió   | körmérkőzés | · Csehszlovákia | · Magyarország          | körmérkőzés   | · Bulgária              |
| 1951 | · Franciaország                                      | · Szovjetunió   | körmérkőzés | · Bulgária      | · Franciaország         | körmérkőzés   | · Románia               |
| 1955 | · Románia                                            | · Csehszlovákia | körmérkőzés | · Románia       | · Bulgária              | körmérkőzés   | · Szovjetunió           |
| 1958 | · Csehszlovákia                                      | · Csehszlovákia | körmérkőzés | · Románia       | · Szovjetunió           | körmérkőzés   | · Bulgária              |
| 1963 | · Románia                                            | · Románia       | körmérkőzés | · Magyarország  | · Szovjetunió           | körmérkőzés   | · Bulgária              |
| 1967 | · Törökország                                        | · Szovjetunió   | körmérkőzés | · Csehszlovákia | · Lengyelország         | körmérkőzés   | · NDK                   |
| 1971 | · Olaszország                                        | · Szovjetunió   | körmérkőzés | · Csehszlovákia | · Románia               | körmérkőzés   | · NDK                   |
| 1975 | · Jugoszlávia                                        | · Szovjetunió   | körmérkőzés | · Lengyelország | · Jugoszlávia           | körmérkőzés   | · Románia               |
| 1977 | · Finnország                                         | · Szovjetunió   | 3–1         | · Lengyelország | · Románia               | 3–0           | · Magyarország          |
| 1979 | · Franciaország                                      | · Szovjetunió   | körmérkőzés | · Lengyelország | · Jugoszlávia           | körmérkőzés   | · Franciaország         |
| 1981 | · Bulgária                                           | · Szovjetunió   | körmérkőzés | · Lengyelország | · Bulgária              | körmérkőzés   | · Csehszlovákia         |
| 1983 | · NDK                                                | · Szovjetunió   | körmérkőzés | · Lengyelország | · Bulgária              | körmérkőzés   | · Olaszország           |
| 1985 | · Hollandia                                          | · Szovjetunió   | körmérkőzés | · Csehszlovákia | · Franciaország         | körmérkőzés   | · Lengyelország         |
| 1987 | · Belgium                                            | · Szovjetunió   | 3–1         | · Franciaország | · Görögország           | 3–2           | · Svédország            |
| 1989 | · Svédország                                         | · Olaszország   | 3–1         | · Svédország    | · Hollandia             | 3–0           | · Szovjetunió           |
| 1991 | · Németország                                        | · Szovjetunió   | 3–0         | · Olaszország   | · Hollandia             | 3–0           | · Németország           |
| 1993 | · Finnország                                         | · Olaszország   | 3–2         | · Hollandia     | · Oroszország           | 3–1           | · Németország           |
| 1995 | · Görögország                                        | · Olaszország   | 3–2         | · Hollandia     | · Jugoszlávia           | 3–0           | · Bulgária              |
| 1997 | · Hollandia                                          | · Hollandia     | 3–1         | · Jugoszlávia   | · Olaszország           | 3–1           | · Franciaország         |
| 1999 | · Ausztria                                           | · Olaszország   | 3–1         | · Oroszország   | · Jugoszlávia           | 3–0           | · Csehország            |
| 2001 | · Csehország                                         | · Jugoszlávia   | 3–0         | · Olaszország   | · Oroszország           | 3–2           | · Csehország            |
| 2003 | · Németország                                        | · Olaszország   | 3–2         | · Franciaország | · Oroszország           | 3–1           | · Szerbia és Montenegró |
| 2005 | Olaszország és · Szerbia és Montenegró               | · Olaszország   | 3–2         | · Oroszország   | · Szerbia és Montenegró | 3–0           | · Spanyolország         |
| 2007 | · Oroszország                                        | · Spanyolország | 3–2         | · Oroszország   | · Szerbia               | 3–1           | · Finnország            |
| 2009 | · Törökország                                        | · Lengyelország | 3–1         | · Franciaország | · Bulgária              | 3–0           | · Oroszország           |
| 2011 | Ausztria és · Csehország                             | · Szerbia       | 3–1         | · Olaszország   | · Lengyelország         | 3–1           | · Oroszország           |
| 2013 | Lengyelország és · Dánia                             | · Oroszország   | 3–1         | · Olaszország   | · Szerbia               | 3–0           | · Bulgária              |
| 2015 | Bulgária és · Olaszország                            | · Franciaország | 3–0         | · Szlovénia     | · Olaszország           | 3–1           | · Bulgária              |
| 2017 | · Lengyelország                                      | · Oroszország   | 3–2         | · Németország   | · Szerbia               | 3–2           | · Belgium               |
| 2019 | Belgium · Franciaország · Hollandia · Szlovénia      | · Szerbia       | 3–1         | · Szlovénia     | · Lengyelország         | 3–0           | · Franciaország         |
| 2021 | Észtország · Finnország · Csehország · Lengyelország | · Olaszország   | 3–2         | · Szlovénia     | · Lengyelország         | 3–0           | · Szerbia               |
| 2023 | Olaszország · Bulgária · Észak-Macedónia · Izrael    | · Lengyelország | 3–0         | · Olaszország   | · Szlovénia             | 3–2           | · Franciaország         |
| 2026 | Olaszország · Bulgária · Románia · Finnország        |                 |             |                 |                         |               |                         |
| 2028 |                                                      |                 |             |                 |                         |               |                         |

## Éremtáblázat
Az alábbi táblázat az 1948–2023 között megrendezett férfi Európa-bajnokságokon érmet nyert csapatokat tartalmazza.
(Az egyes számoszlopok legmagasabb értéke, vagy értékei vastagítással kiemelve.)
| Helyezés | Nemzet        | Arany | Ezüst | Bronz | Összesen |
| 1.       | Oroszország   | 14    | 3     | 5     | 22       |
| 2.       | Olaszország   | 7     | 5     | 3     | 15       |
| 3.       | Csehország    | 3     | 4     | 0     | 7        |
| 4.       | Szerbia       | 3     | 1     | 8     | 12       |
| 5.       | Lengyelország | 2     | 5     | 4     | 11       |
| 6.       | Franciaország | 1     | 4     | 2     | 7        |
| 7.       | Hollandia     | 1     | 2     | 2     | 5        |
| 7.       | Románia       | 1     | 2     | 2     | 5        |
| 9.       | Spanyolország | 1     | 0     | 0     | 1        |
| 10.      | Szlovénia     | 0     | 3     | 1     | 4        |
| 11.      | Bulgária      | 0     | 1     | 4     | 5        |
| 12.      | Magyarország  | 0     | 1     | 1     | 2        |
| 13.      | Németország   | 0     | 1     | 0     | 1        |
| 13.      | Svédország    | 0     | 1     | 0     | 1        |
| 15.      | Görögország   | 0     | 0     | 1     | 1        |
|          |               |       |       |       |          |
| Összesen | Összesen      | 33    | 33    | 33    | 99       |

Jegyzetek
1. ↑  Oroszország eredményei a Szovjetunió eredményeit is tartalmazza.
2. ↑  Csehország eredményei Csehszlovákia eredményeit is tartalmazza.
3. ↑  Szerbia eredményei Jugoszlávia eredményeit is tartalmazza.